# Mezei veréb

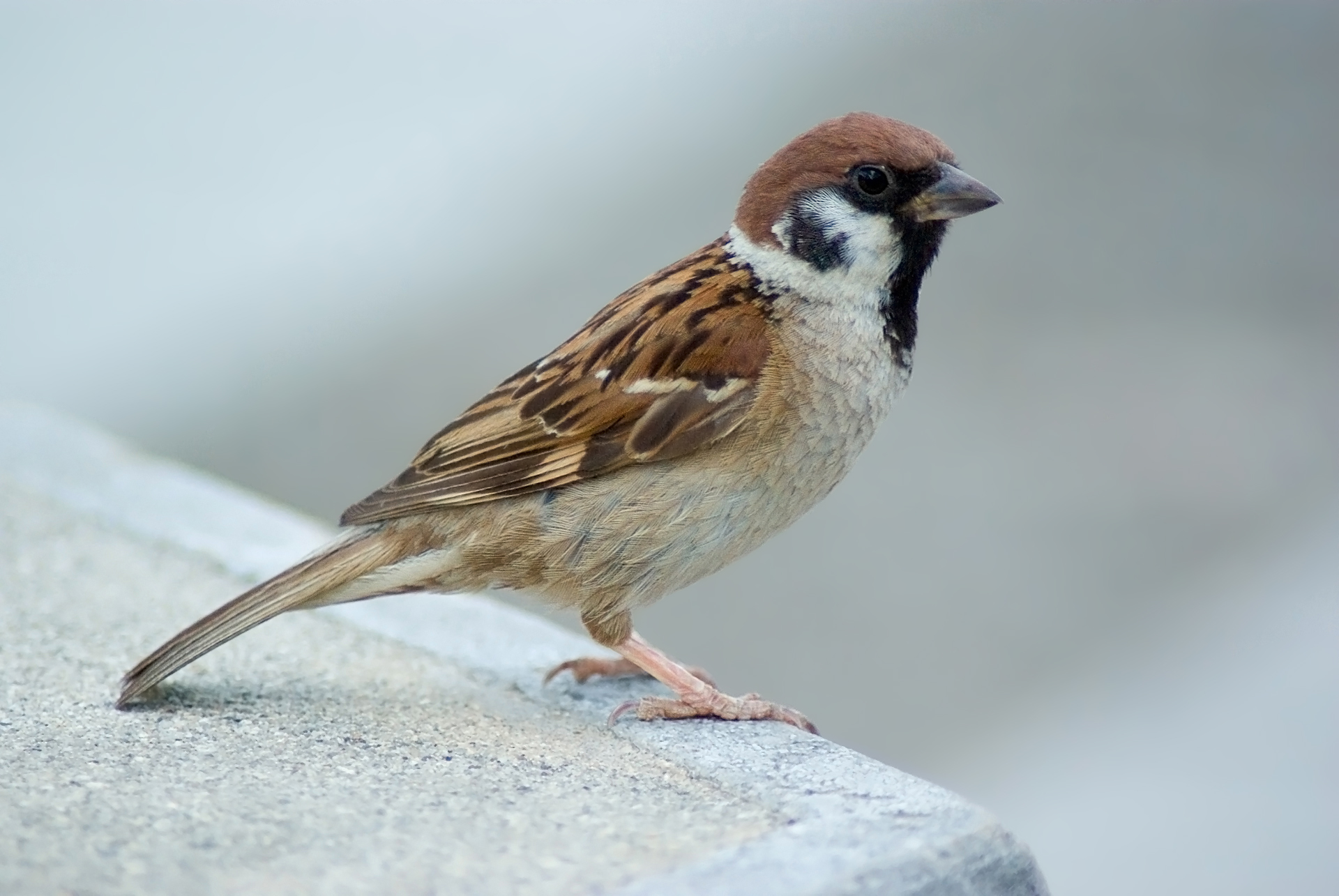

A mezei veréb (Passer montanus) a madarak (Aves) osztályának verébalakúak (Passeriformes) rendjébe és a verébfélék (Passeridae) családjába tartozó faj. A Magyar Madártani és Természetvédelmi Egyesület 2007-ben „Az év madarává” választotta.

## Előfordulása
Élőhelye a magas északot leszámítva egész Európa, egész Szibéria Japánig és Kínáig, továbbá valószínűleg Észak-Afrika is. Közép- és Délnyugat-Ázsiában, Indiában, Szumátra, Jáva, Borneó és Tajvan szigetén különböző alfajokban fordul elő. Szabad mezők, lomberdők lakója. Az emberi lakások környékét leginkább télen keresi fel.
Eredeti elterjedési területén kívül a következő területekre telepítették be: Fülöp-szigetek, Mariana-szigetek, Kis-Szunda-szigetek, Celebesz, Ausztrália, az Egyesült Államok középső része, Malajzia keleti része és Szingapúr. Nem sikerült meghonosítani Új-Zélandon és a Bermuda-szigeteken.

## Alfajai
- Passer montanus montanus - Európa jelentős részén előfordul - kivéve az Ibériai-félsziget délnyugati részét, Dél-Görögországot és a Balkán-félsziget jelentős részét. Ázsiában is költ egészen a Léna folyóig Oroszországban valamint Törökország északi részén, a Kaukázus vidékén, Kazahsztán, Mongólia területén.
- Passer montanus dybowskii - Szibéria délkeleti részén, Kína északi részén és a Koreai-félsziget északi részén él.
- Passer montanus transcaucasicus (Sergei Aleksandrovich Buturlin, 1906) - a Kaukázus déli részén és Irán északi részén él.
- Passer montanus kansuensis - Közép-Kína
- Passer montanus dilutus (Charles Wallace Richmond, 1856) - Irán északkeleti része, Afganisztán, Pakisztán északi része, India északkeleti része, Üzbegisztán, Tádzsikisztán és Nyugat-Kína
- Passer montanus tibetanus (Stuart Baker, 1925) - a Himalája északi részén Nepál, Bhután, Tibet, India északkeleti államai és Északnyugat-Kína
- Passer montanus saturatus (Leonhard Hess Stejneger, 1885) - Szahalin, a Kuril-szigetek, Japán, Tajvan, Dél-Korea és a Fülöp-szigetek északi szigetei
- Passer montanus hepaticus (Sidney Dillon Ripley, 1948) - Asszám északkeleti része és Mianmar északnyugati része
- Passer montanus malaccensis (Alphonse Dubois, 1885) - a Himalája déli vonulatai, Dél-Kína, Hajnan, Thaiföld, Vietnám, Laosz, Kambodzsa, Mianmar, Malajzia és Indonézia és a Fülöp-szigetek déli szigetei

## Megjelenése
Hossza 12,5–14 centiméter, szárnyfesztávolsága 20–22 centiméter, testtömege 18–29 gramm. Feje teteje, halántéka és nyakszirtje vörösbarna. Szemsávja, a szeme alatt levő sáv, hátsó fültájék-foltja és az állát-torkát beborító nagy folt fekete. Pofája és nyaka felső része fehér; hasi oldala fehéresbarnás.
A házi verebet a mezei verébtől többek közt úgy lehet megkülönböztetni, hogy a mezei verébnek van pofafoltja, míg a házi verébnek nincs.
Vedlési időszakuk: a vedlés időszaka június közepétől kb. novemberig tart. A felnőtt egyedek a fészkelést befejezve postnuptialis, a fiatalok a fészket elhagyva postjuvenilis komplett vedlést végeznek. Az elsőrendű evezők átvedlésének harmadánál kezdődik a másod- és harmadrendű evezők, valamint a kormánytollak cseréje, és közel azonos időben fejeződnek be. A másodrendű evezőkkel közel egy időben indul a faroktollak váltása. A tollazat cseréje során az egyedek mindvégig röpképesek maradnak. A hosszú vedlési időszak (közel 5 hónap) abból következik, hogy az első költés fiataljai a kirepülés után nem sokkal elkezdik vedlésüket, az öreg madarak nagyjából a második fészekalj fiataljaival vedlenek egy időben, néhány madár pedig harmadszor is költ, és pótköltés is előfordul. Így az utolsók csak ősz vége felé fejezik be vedlésüket. Egy-egy egyednek mindössze kb. 70 napra van szüksége a teljes folyamathoz hazánkban és a környező országokban, míg az északabbra (például Nagy-Britanniában) élőknek ennél kevesebbre, 60 napra. Ennek oka az, hogy az északi területeken élőknek kevesebb idő áll rendelkezésükre, mint délebbre élő fajtársaiknak. Különbség figyelhető meg a fiatalok és az idősebb példányok között is, előbbiek lassabban váltanak tollruhát, míg utóbbiak gyorsabban.

## Életmódja
Ősszel és télen gyommagvakkal táplálkozik. Tavasszal és nyáron hernyók és levéltetvek teszik ki az étrendjét. Régebben kártevőnek minősítették és irtották is, mert megdézsmálta a gabonaföldeket.
Nem vonuló, állandó madár.

## Szaporodása
Faodvakban, elvétve háztetőkön fészkel, 2–3-szor évenként, de elfoglaja a fecskefészkeket, a hasznos odúlakók részére kihelyezett mesterséges fészekodvakat is. Az első fészekalj áprilisban, a második júniusban, a harmadik pedig augusztusban teljes. Fészke gyökerekből, szénából és tollakból van magasra halmozva. Fészke kerek, melyet oldalbejáróval épít. 5–6 tojása szennyesfehér alapon sűrűen borítva szürke és szürkésbarna pontokkal és foltokkal tarkított.
|  |  |  |

## Kárpát-medencei előfordulása
Rendszeres fészkelő. Magyarországon védett. A Magyar Madártani Egyesület a mezei verebet az Év madarának választotta 2007-ben. A választás fő oka hirtelen állománycsökkenése. A verebek, különösen a mezei veréb állománya az utóbbi 3-4 évtizedben drasztikusan csökkent Nyugat-Európában, olyannyira, hogy például a britek verébállománya az eredeti létszám 3%-ára csökkent. Az intenzív, ipari jellegű gazdálkodás, a fokozott vegyszerhasználat, a veszteségmentes terménybetakarítás miatt Nyugat-Európa számos országában jelentősen szűkült a házi veréb élettere és táplálékbázisa is.

## A kutatók szemével
Új genotípusú madárinfluenza vírust izoláltak mezei verebekből Kínában: A 2004-es kínai madárinfluenza-járvány felmérése mezei verebek begyűjtéséhez vezetett Kínában. Négy vírust izoláltak vadon élő mezei verebekből. A teljes genom analízis eredményei jelezték, hogy a H5N1 vírus új genotípusa kering a mezei verebek között. Az új genotípus hemagglutinin és neuraminidáz génjei a Gs/Gd/96-szerű vírusokból, a nukleáris fehérje gén pedig a 2001 A- genotípusú H5N1 vírusoktól származtak, miközben a másik belső gének egy másik influenza vírusból lettek létrehozva. A kísérleti fertőzések mind a négy vírusnál nagyon fertőzőnek bizonyultak csirkéknél, de kacsáknál vagy egereknél nem. Hong Kongban a négy mezei veréb vírus különbözött a 2003-as mezei veréb törzstől (Z genotípus). Az eredmények jelezték, hogy a H5N1 vírusokat széles körben lehetne osztályozni a mezei verebekben.
A mezei verebek hemoglobinja: A felnőtt mezei verebek vére két hemoglobin komponenst tartalmaz: Hb A (ca. 85%), Hb D (ca. 15%). Ezek az alfa láncaikban különböznek (alfa A, alfa D), a béta láncok azonosak. Bemutatásra került az alfa A- ,alfa D- és a béta láncok teljes elsődleges szerkezete. A nyári lúd (Anser anser) hemoglobinjával történő összehasonlítás azt mutatta, hogy az alfa láncok 22 aminosavban különböznek, a béta láncok pedig 16-ban. A fácán (Phasianus colchicus colchicus) hemoglobinjának (Hb D) kis komponensével való összehasonlítás azt mutatta, hogy az alfa D lánc 34 aminosavban különbözik. Egy alfa hélixben belső helyzetű prolint találtak. A seregéllyel ( Sturnus vulgaris) történő összehasonlításkor az aminosav-változás aránya béta: alfa A: alfa D láncokban 1: 7: 4; más madarakkal összehasonlítva ez az arány 1: 2: 3.
Alfavírus antitestek, flavivírus és bunyavírus arbovírusok házi verebekben (Passer domesticus) és mezei verebekben (Passer montanus) Lengyelországban: A verebeket Közép- Lengyelországban egy hemagglutinációs- inhibiációs teszttel vizsgálták meg az arbovírus antitestek bemutatása miatt 1995 és 1996 között. A házi verebekben (Passer domesticus) (179 egyedben) Sindbis, West Nile, kullancs encephalitis, Tahyna és Calolo vírusok antitestjeit azonosították 1,1%, 2,8%, 1,1%, 2,8% és 1,1%-os egyenkénti szeroprevalenciával. Mezei verebekben (Passer montanus) (33 egyedben) a Sindbis, a West Nile és a Tahyna vírusok antitestjeit azonosították 9,1%, 12,1% és 3,0%-os egyenkénti szeroprevalenciával.

## Érdekességek

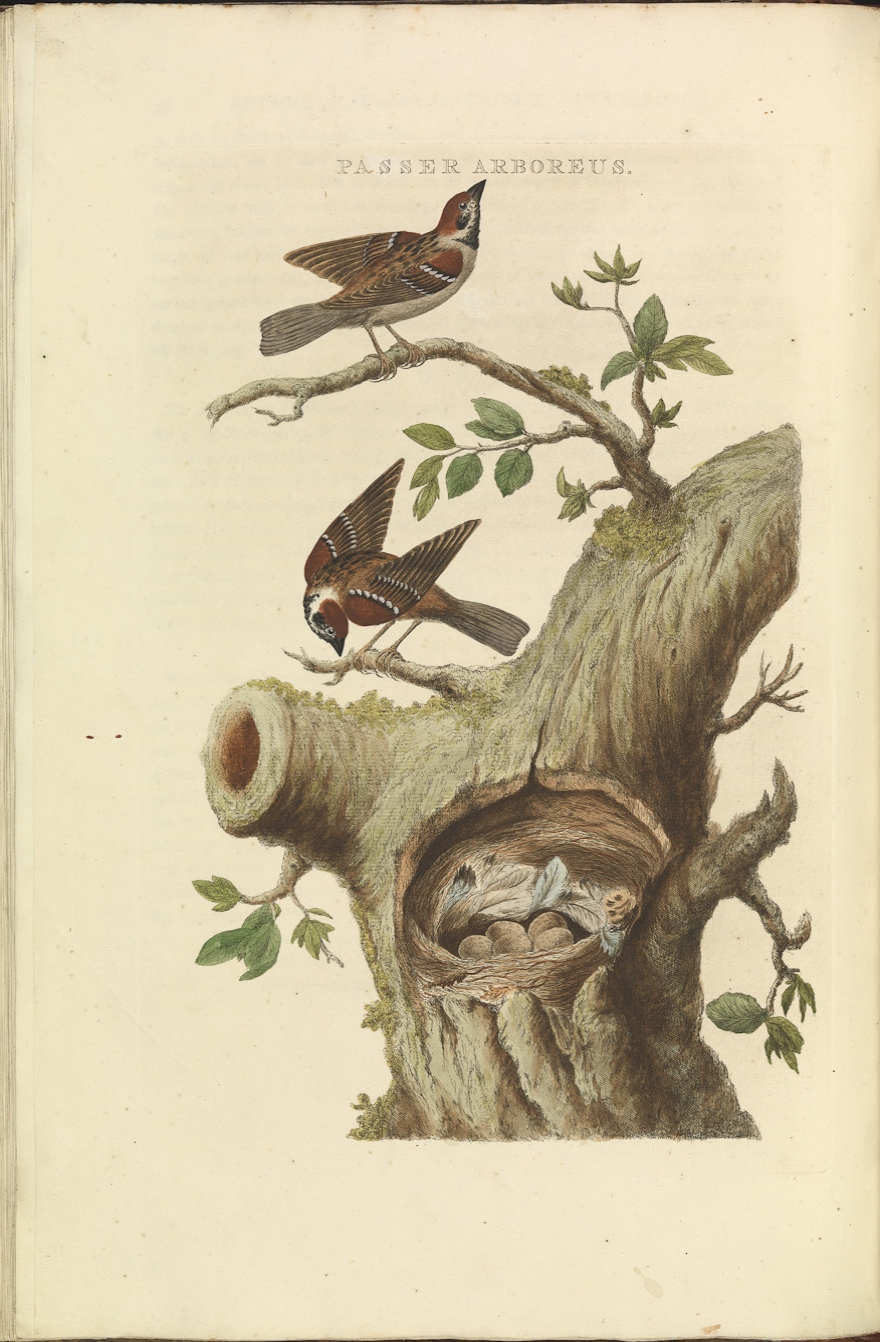
Mezei veréb a Nederlandsche Vogelen című képen, 1750

- Egyes források szerint Portugáliában ezt a fajt tartják kalitkában.
- Tokióban a házi verebet helyettesíti.
- A Brit-szigeteken a gyakori fűnyírás is hozzájárult a mezei veréb létszámának drasztikus csökkenéséhez, mivel a fűfélék nem tudtak magot hozni, így ezen madarak nem jutottak elegendő táplálékhoz.
- Merész fészkelő, például sasok, gólyák fészkeinek oldalába is építheti saját fészkét.
- Bár elsősorban magevőként tartják számon, fészkelés idején szinte kizárólag rovarokkal táplálkozik, azokkal eteti fiókáit is, a rovarok magas fehérjetartalma miatt, amely nélkülözhetetlen a fejlődésükhöz.
- A hatvanas évek végén egy szerencsés véletlen folytán fedezték fel, hogy a mezei veréb tojók azon egyedei, melyeknél a fehér csík megtalálható, énekelnek, míg a sötét szalagosoknál ez a képesség hiányzik.